# 戈里察統計區
戈里察统计区，是斯洛文尼亚的一个统计区。总面积2,325 km2，总人口118,196(2015)。该统计区位於斯洛維尼亞西北部，與義大利接壤。命名自義大利城市戈里齊亞（按照斯洛文尼亚语名则译为“戈里察”）。